# 기동전사 건담 역습의 샤아
《기동전사 건담 역습의 샤아》(일본어: 機動戦士ガンダム 逆襲のシャア, 영어: MOBILE SUIT GUNDAM Char's CounterAttack)는 1988년 3월 12일에 개봉된 건담 시리즈의 극장용 애니메이션 영화이다.

## 개요
TV 시리즈였던 기동전사 건담 ZZ의 후속작으로 제작된 극장판 애니메이션으로 건담이 등장하는 최초의 애니메이션 기동전사 건담(1979)에서 UC0079로 시작된 우주세기의 첫 번째 연대기를 마무리하는 작품으로 평가 받고 있다. 기동전사 건담: 역습의 샤아의 배경은 UC0093이며 그 간의 작품에서 중요 인물이자 라이벌로 부각되던 아무로 레이와 샤아 아즈나블의 전투와 최후가 그려지고 있다.
역습의 샤아 개봉 이후에도 우주세기를 배경으로 한 기동전사 건담 F91과 기동전사 V건담 등이 발표되었으나 작품 배경이 기존의 작품들과 크게 달라 역습의 샤아를 공식적인 우주세기의 결말 작품이라고 간주하는 평가가 우세하다.
기동전사 건담: 역습의 샤아(이하 ‘역습의 샤아’로 표기)는 출시 당시 여러 측면에서 화제를 불러 일으켰다. 먼저 역습의 샤아 직전의 작품인 기동전사 건담 ZZ가 기존의 작품들에 비해 가벼운 분위기와 스토리 구성으로 낮은 평가를 받은 데 반하여 후속작인 역습의 샤아가 공전의 히트를 기록함으로써 건담 시리즈의 위상을 다시 세운 작품이 되었다. 또한 당시의 건담 시리즈에서 가장 중요하고 인기 있던 캐릭터 아무로 레이와 샤아 아즈나블의 죽음을 암시하는 듯한 결말은 큰 논란을 불러 일으켰는데 이 두 인물의 생사여부는 아직까지도 건담 팬들 사이에서 논란이 되고 있는 부분이기도 하다. 2009년 초 역습의 샤아 직후의 우주세기 시대 이야기를 그린 소설 건담UC의 애니메이션 제작 결정이 발표되어 곧 팬들의 궁금증을 해결할 수 있을 것으로 보인다.
참고-원작자 도미노 요시유키는. 역습의 샤아 당시 이 두명이 죽었다고 발표했다가 건담 팬들의 잇따른 자살루머에 놀라 "생사가 묘연하다"고 번복했다.
최근에 어떤 기자가 다시 물어보니 "그 둘은 확실히 죽었다" 라고 했다고.
```
     * 참고에 대한 논의: 한국 웹에서는 "역습의 샤아"에서 샤아가 행방불명으로 처리된 것은 자살소동이 있었기 때문이라는 도시전설에 가까운 루머가 돌아다니고 있다.
     만약, 이것이 사실이라고 한다면 이러한 사태는 역습의 샤아가 아니라 Z건담에서 백식이 파괴되었을 때 나타났어야 옳다. 이 때문에 Z건담때 사건이라 주장하는 루머도 있다.
     그러나 현재 일본쪽 웹상에서는 "샤아의 행방불명 처리"에 대해서 오로지 토미노 요시유키 감독이 사망이라 하였다. 그러나 작품 중에서 묘사가 명확하지 않았고
     아무로와 샤아의 부재를 안타까워하는 사람들이 '행방불명'이라는 말을 만들어 낸 것이다. 라는 내용 만이 확인된다.
     심지어, 일본 도시전설 중 샤아와 관련 된건, "왜 그의 자쿠는 붉은색이 아니라 핑크색인가?"에 관한 내용 정도이다.
     아마도 누군가가 만들어낸 루머가 샤아의 인기와 맞물려 그럴싸하게 들렸기 때문에 퍼진 것으로 보인다. 가능한 범위내에서 확인한 결과
     이 루머는 한국에만 존재한다.
```

## 제작진
- 원안: 야타테 하지메
- 원작: 토미노 요시유키
- 캐릭터 디자인: 키타즈메 히로유키
- 모빌 슈트 디자인: 이즈부치 유타카
- 메카 디자인: 가이낙스, 사야마 요시노리
- 음악: 사에구사 시게아키
- 미술감독: 이케다 시게미
- 프로듀서: 우치다 켄지
- 감독: 토미노 요시유키
- 제작: 선라이즈, 반다이

## 줄거리
제1차 네오지온 전쟁이 있은 지 5년, UC0093 암약하던 샤아 아즈나블은 네오지온의 총수로 되돌아온다. 샤아 아즈나블의 총수 복귀는 지구 연방과 네오지온 사이의 또 다른 전쟁을 불러 일으키려 하고 있었다. 그러나 더 이상의 전쟁을 두려워한 지구 연방의 지도자들은 네오지온, 샤아 아즈나블과의 협상을 통하여 전쟁을 피하기 위하여 노력하였다. 이러한 지구 연방 지도자들의 의중을 파악한 샤아 아즈나블은 협상에서 유리한 위치를 점하고 연방의 거대 우주요새 액시즈를 손쉽게 확보한다.
한편, 지구연방의 특수부대 론드 벨에 배속되어 있는 아무로 레이 대위는 오랜 동안의 라이벌 샤아의 재등장에 위기 의식을 느끼고 신 병기 뉴건담을 준비한다.
곧, 샤아 아즈나블이 액시즈를 지구권에 강하 시키겠다는 말과 함께 지구 연방에 선전포고를 하자 액시즈의 이동 경로에서 론드 벨과 치열한 전투가 벌어진다. 샤아는 액시즈에 장착되어 있는 핵 엔진을 가동하여 액시즈의 강하작전을 성공시켜 지구를 핵겨울화 하려고 하지만 아무로 레이와의 1:1대결 끝에 패하고 아무로 레이는 샤아의 콕핏과 함께 지구로 향하고 있는 액시즈를 막아 선다. 아무로가 몸을 던지며 액시즈를 막아내자 연방, 네오지온 할 것 없이 액시즈를 저지하기 위해 돕게 되고 액시즈는 결국 지구권 낙하 직전에 멈춰서는 데 성공한다.

## 성우진
- 아무로 레이: 후루야 토오루
- 샤아 아즈나블: 이케다 슈이치
- 브라이트 노아: 스즈오키 히로타카
- 퀘스 파라야: 카와무라 마리아
- 하사웨이 노아: 사사키 노조무
- 규네이 거스: 야마데라 코이치
- 나나이 미겔: 사카키바라 요시코
- 미라이 노아: 시라이시 후유미
- 첸 아기: 야요이 미츠키
- 레이즌 슈나이더: 이쿠라 카즈에
- 아스토나지 메돗소: 히로모리 신고
- 카메론 블룸: 무라야마 아키라
- 체이민 노아: 쇼 마유미
- 케라 스우: 아다치 시노부
- 아데나워 파라야: 시마 슌스케
- 라라아 슨: 한 케이코

## 등장인물
아무로 레이
건담 최초의 시리즈인 기동전사 건담의 주인공이자 역습의 샤아 주인공이기도 하다. UC0079를 배경으로 한 1년 전쟁에서 어린 나이에 우연한 계기로 지구 연방 최초의 모빌 슈트인 건담을 타고 혁혁한 전과를 올린 이래 지구 연방의 영웅으로 추앙 받고 있다. 작품 전반에 등장하는 감각이 극도로 발달하도록 진화한 신인류, 뉴타입의 한 명이며 이 감각으로 인해 전투시 엄청난 능력을 발휘한다. 샤아 이즈나블과는 1년 전쟁 시절부터 같은 뉴타입으로서, 파일럿으로서 라이벌 구도를 형성해 왔으며 남자로서 라라아 슨이라는 여성 캐릭터를 두고 대립하기도 한다. 역습의 샤아에서는 대위의 직책을 달았고, 챈 아기라는 연인이 생겼다. 샤아가 비밀리에 제공한 기술인 사이코 프레임을 바탕으로 제작된 뉴건담을 타고 샤아와 싸워 승리하고, 그 후 지구권에 낙하하고 있는 액시즈를 무모하게 막다가 사이코 프레임이 의도치 않게 기적을 일으켜 액시즈 낙하를 저지하지만 뉴 건담, 샤아와 함께 실종된다.

공식적으로 확정된 것은 아니지만 사실상 사망과 다름없는 상태이다.
샤아 아즈나블
역습의 샤아에서 네오 지온의 총수로 등장하여 아무로 레이와 대립하는 인물. 샤아 역시 기동전사 건담에서부터 등장하기 시작한 인물로 그 후속작품인 기동전사 건담Z에 이어 역습의 샤아에까지 주요 인물로 등장하고 있다. 역습의 샤아에서는 비록 네오 지온의 총수가 되어 있지만 태생과 배경이 복잡하여 총수의 위치에 오르기까지는 많은 일이 있었던 인물이다. 네오 지온의 모태인 지온공국의 초대 수상인 지온 다이쿤의 아들임에도 불구하고 권력 다툼과 전쟁 속에서 일개 장교부터 자신의 경력을 시작하여 결국 총수에 자리까지 오르게 된다. 전략과 전투의 달인이며 자신 스스로도 뉴타입으로서 각성하여 아무로와 라이벌 구도를 형성한다. 역습의 샤아에서는 지구에 액시즈를 떨어뜨려 핵겨울로 만들겠다는 계획을 세우고, 정정당당한 승부를 위해 네오지온의 극비 기술인 사이코 프레임을 뉴 건담 개발자들에게 넘기는 짓을 저지른다. 사자비 기체를 타고 아무로와의 치열한 전투 끝에 패하며 아무로에 의해 사자비의 콕핏이 액시즈에 박히고, 사이코 프레임으로 인한 기적이 일어나 지구를 핵겨울로 만들려는 계획은 실패한다. 이후 아무로, 뉴 건담과 함께 실종된다.

아무로와 마찬가지로 사망처리되었다.
브라이트 노아
샤아 아즈나블과 마찬가지로 기동전사 건담에서부터 등장하기 시작한 인물로 그 후속작품인 기동전사 건담Z, 기동전사 건담ZZ에 이어 역습의 샤아에까지 등장하고 있다. 역습의 샤아에서는 지구 연방군의 독립 부대 론드 벨의 기함 라 카이람의 함장으로 등장하고 있으며 그 동안의 건담 작품에서 주인공 파일럿을 발굴, 선택한 인물이기도 하다. 기동전사 건담에서는 아무로 레이를, 기동전사 건담Z 에서는 카미유 비단을 그리고 기동전사 건담ZZ에서는 쥬도 아시타를 건담 파일럿으로 선택하여 그들이 혁혁한 전과를 내는 데 일조한다. 극중에서 액시즈를 폭파하기 위해 직접 폭탄설치도 나선다.
퀘스 파라야
역습의 샤아에서 최초로 등장하는 캐릭터로 지구 연방의 고위 간부로서 샤아 아즈나블과의 협상을 위해 우주로 파견된 아데나워 파라야의 딸이다. 정신적으로 지극히 불안하여 비정상적인 행동을 일삼는다. 자신을 좋아해주지 않는 아무로에게 질투를 느껴 네오 지온 진영으로 가버리고 작품 중 뉴타입으로 각성하여 전투에 참여한다. 작품 초반, 액트 도가라는 기체를 타고 등장하지만 뉴타입으로의 완연한 각성 이후에 알파 아질이라는 파괴적인 모빌아머를 타고 지구 연방군을 학살한다. 전투 중 아버지를 죽이기도 하고 자신을 설득하려는 지구 연방 사람들을 위협하기도 하는 등 제 멋대로의 행동을 보이지만 결국 자신의 질투 대상이었던 첸의 미사일에 사망한다.
하사웨이 노아
브라이트 노아의 아들로 아버지를 만나기 위해 우주로 가던 중 퀘스 파라야를 만나게 되고 사랑에 빠지게 되는 인물. 샤아의 진영으로 넘어간 퀘스를 설득하기 위해 갖은 노력을 다 하지만 결국 실패하고 대신 챈이 퀘스를 죽이자 그 분노를 제어하지 못한 채 첸을 죽여버리는 인물이다. 소설 《섬광의 하사웨이》에서는 이후 샤아의 사상을 이어받았다며 '마프티 나비유 에린' 이란 이름으로 '마프티 동란'을 일으킨다.
규네이 거스
뉴타입 연구소에서 강화된 강화인간으로써 야크트 도가에 탑승하였고 강화인간 답게 판넬을 사용할줄 알았다. 퀘스에게 마음이 생겨버려서 아무리 네오지온 총수이자 붉은 혜성인 샤아 아즈나블이라도 자기가 이길 수 있다는 마음에 질투감을 보여주었다. 전투에서는 케라를 죽였고 후에 아무로에 의해 죽었다.
챈 아기
뉴건담을 개발하는 애너하임 일렉트로닉스의 직원으로 뉴건담이 아무러에게 건네진 직후부터 정비를 위해 아무로와 동행하게 된다. 아무로를 연모하고 있어 퀘스에게 질투를 사고 후에 이것이 그녀의 비극적인 죽음으로 연결되게 된다. 마지막 전투에서 아무로를 돕기 위해 고장난 리가즈이를 타고 출격하여 퀘스를 처치하지만 이를 목격한 하사웨이에게 죽임을 당한다.
나나이 미겔
신생 네오지온 군 대위 이자 뉴타입 연구소 소장 겸 작전사관으로 활동하였다. 샤아에게 총애를 받았으며 연인같은 모습도 보여주었다. 은근히 질투심이 강해서 샤아가 퀘스에게 마음을 빼앗긴 줄 알고 그것에 질투하였고 또 이미 죽은 라라아가 샤아의 마음에 있다는 것에도 질투감을 느꼈다. 샤아가 붙잡혀 아무로와 논쟁중일 때 유일하게 샤아가 죽어간다며 느꼈다. 소설 《벨토치카 칠드런》에서는 '메스타 메이아'라는 이름으로 등장한다.
미라이 노아
일년 전쟁에 참여하였으며(당시 이름은 미라이 야시마, 브라이트 노아와 결혼 후 미라이 노아로 이름이 바뀜) 제 13 독립부대 출신이었으나 퇴역하고 나서 브라이트와 결혼하여 하사웨이와 체밍을 낳았다. 한 남자의 아내로서 또 두 아이의 어머니로서 자식을 걱정하고 남편을 걱정하는 부분도 보여주었다.
레즌 슈나이더
네오 지온의 에이스 중 한 명. 다른 게라와 자신을 구분짓기 위해 파란 게라를 조종하게 된다. 성격은 약간 거칠고 잔인한 편이다. 뉴타입으로 각성한 퀘스 파라야에게 경쟁 의식을 느끼며 호전적인 행동을 서슴지 않는다.

## 주제가
- 주제가〈BEYOND THE TIME ～メビウスの宇宙を越えて～〉
  - 가사：코무로 미츠코 작곡・편곡曲：코무로 테츠야 노래：TM NETWORK （EPIC・소니）

## 특이 사항
소설 〈벨토치카 칠드런〉과 다른 점
〈벨토치카 칠드런〉에서는 첸이 등장하지 않고 그자리를 Z건담에서 아무로의 두려움을 깨준 '벨토치카 일마'가 그 자리를 대신 해주며 심지어 아무로의 아이를 임신하였다고도 되어있다.샤아는 사자비가 아닌 '나이팅게일'에 탑승하였다. 소설에서는 사자비가 등장하지 않는다.